# Sveti Jure
Sveti Jure är ett berg i Kroatien.   Det ligger i länet Dalmatien, i den sydöstra delen av landet, 260 km söder om huvudstaden Zagreb. Toppen på Sveti Jure är 1 295 meter över havet, eller 223 meter över den omgivande terrängen. Bredden vid basen är 5,0 km. Sveti Jure ingår i Mosor.
Terrängen runt Sveti Jure är huvudsakligen kuperad. Runt Sveti Jure är det glesbefolkat, med 10 invånare per kvadratkilometer. Närmaste större samhälle är Omiš, 5,0 km söder om Sveti Jure. Trakten runt Sveti Jure består i huvudsak av gräsmarker.